# Pavol Blažek
Pavol Blažek (República Checa, 9 de julio de 1958) es un atleta checo retirado especializado en la prueba de 20 km marcha, en la que ha conseguido ser campeón europeo en 1990.

## Carrera deportiva
En el Campeonato Europeo de Atletismo de 1990 ganó la medalla de oro en los 20 km marcha, recorriéndolos en un tiempo de 1:22:05 segundos, llegando a meta por delante del español Daniel Plaza y del francés Thierry Toutain (bronce).